# 瓊斯冰原島峰
69°47′S 159°4′E / 69.783°S 159.067°E
瓊斯冰原島峰（英語：Jones Nunatak）是南極洲的冰原島峰，位於奧次地，處於舒茨山以西7公里，美國地質調查局根據測量和該國海軍的空中照片繪入地圖，現時由南極條約體系管理。